# ×Dupoa labradorica
Dupoa labradorica là một loài thực vật có hoa trong họ Hòa thảo. Loài này được (Steud.) J.Cay. & Darbysh. mô tả khoa học đầu tiên năm 1993.